# Waringinsari (Langensari)
Waringinsari is een bestuurslaag in het regentschap Banjar van de provincie West-Java, Indonesië. Waringinsari telt 7522 inwoners (volkstelling 2010).